# Port lotniczy Ngau
Port lotniczy Ngau (IATA: NGI, ICAO: NFNG) – port lotniczy położony na wyspie Gau (Ngau), należącej do Fidżi.